# General Zaragoza
General Zaragoza es una localidad del estado mexicano de Nuevo León. Es cabecera del municipio de General Zaragoza. En julio de 2023 fue declarado Pueblo Mágico.

## Demografía
| Censo | Población |
| ----- | --------- |
| 1900  | 934       |
| 1910  | 1047      |
| 1921  | 598       |
| 1930  | 648       |
| 1940  | 567       |
| 1950  | 779       |
| 1960  | 1016      |
| 1970  | 1116      |
| 1980  | 1226      |
| 1990  | 1494      |
| 1995  | 1579      |
| 2000  | 1731      |
| 2005  | 1808      |
| 2010  | 1941      |
| 2020  | 2986      |